# Авраменко, Владимир Фёдорович
Владимир Федорович Авраменко (18 апреля 1959 года, г. Кировское, Донецкая область) — основатель и владелец компании АВК, заслуженный работник промышленности Украины, народный депутат 4 созыва.

## Биография
Родился 18 апреля 1959 года в г. Кировское (сейчас Хрестовка), Донецкой области.
В 1981 году окончил Донецкий институт советской торговли по специальности инженер-механик машин и аппаратов пищевых производств.
С 1982 по 1983 год проходил срочную службу в армии.
1983—1991 — занимает управленческие и организационные должности в различных учреждениях и организациях г. Донецк.
В 1991 году — создана компания в «АВК», г. Донецк, Украина.
С 1991 по 1995 год — директор фирмы «АВК», г. Донецк.
С 1995 по 1998 год — председатель правления — директор ЗАО «Донецкая кондитерская фабрика».
С 1998 по 1999 год — генеральный директор концерна «АВК».
В 1999 году стал генеральным директором ЗАО «АВК», г. Донецк.
С 2000 по 2002 год — генеральный директор ООО «Роза», г. Киев.
В 2002 году стал председателем совета директоров компании «Полюс», г. Макеевка.
С 2002 по 2006 — народный депутат Украины 4-го созыва, избранный по избирательному округу № 54 (Донецкая область).
В 2007 году инвестировал в EasyPay — крупнейший небанковский оператор платёжных и финансовых сервисов на Украине. СЕО EasyPay — Алексей Авраменко, старший сын Владимира. Различные источники указывают что именно Владимир был основателем платёжной системы.
В октябре 2009 года получил звание Заслуженный работник промышленности Украины.
В 2014 году основал ООО "АВК КОНФЕКШИНЕРИ" г. Киев
С 2014 года по настоящее время — СЕО компании АВК КОНФЕКШИНЕРИ.
17 сентября 2015 года приобрёл контрольный пакет (72 %) акций ПАО Банк «Траст» у группы инвесторов.

## Политическая деятельность
В 2002 году стал народным депутатом от политического блока «За единую Украину!».
Народный депутат Украины 4 созыва 05.2002—05.2006, избирательного округа № 54 Донецкой области, политическая партия «За единую Украину!».
К августу 2002 года — член фракции «Единая Украина».
С августа 2002 по сентябрь 2005 — член фракции «Регионы Украины».
С сентября 2005 по май 2006 — член фракции «Партии регионов».
Во время пребывания в должности Депутата Верховной Рады работал в:
- Комитет Верховной Рады Украины по вопросам топливно — энергетического комплекса, ядерной политики и ядерной безопасности;
- Временной специальной комиссии Верховной Рады Украины по вопросам мониторинга избирательного законодательства;
- Комитет по вопросам европейской интеграции;
- Группе по межпарламентским связям с Соединёнными Штатами Америки;
- Группе по межпарламентским связям с Российской Федерацией;
- Группе по межпарламентским связям с Южно—Африканской Республикой;
- Группе по межпарламентским связям с Великобританией.

Был автором и соавтором законопроектов:
- "О внесении изменений и дополнений в Декрет Кабинета Министров Украины" О подоходном налоге с граждан" № 1082—3;
- "Об Обращении Верховной Рады Украины к парламентам, правительствам и общественности государств — членов Европейского Союза" № 1243;
- "Об изменениях в составе комитетов Верховной Рады Украины" № 1294;
- "О неприемлемости проекта Кодекса Украины "Об отходах" № 2042/П;
- "О внесении изменений в некоторые законы Украины" (относительно инвестиционной составляющей оптового тарифа) № 2132;
- "О проведении парламентских слушаний" Региональная политика в Украине: реалии и перспективы развития "(12 марта 2003)" № 2592;
- "О внесении изменений в Закон Украины" О налоге на добавленную стоимость"" (относительно операций по ввозу (пересылке) подакцизных товаров) № 2596;
- "О внесении изменений в Закон Украины" Об установлении размера минимальной заработной платы на 2003 год" № 2626—2.

Также вносил поправки в законопроекты, касающиеся, в частности, государственного бюджета Украины 2003, 2004 и 2006 годов.

## Общественная деятельность
Владимир Авраменко периодически проводит лекции в университетах, рассказывает о важности развития бизнеса на Украине и мотивирует студентов к развитию страны.
В 2020 году передал 1 млн гривен Национальному институту рака для закупки оборудования в отделение детской онкологии.
Владимир Авраменко, основатель компании АВК, инвестирует в развитие шахматного спорта в Украине. Предприниматель поддержал в начале карьеры нынешнего чемпиона мира по шахматам Руслана Пономарёва.

## Семья
Женат, есть два сына.